# Axel Springer
Axel Cäsar Springer, född 2 maj 1912 i Altona, död 22 september 1985 i Västberlin, var en tysk mediemogul.

## Biografi
Axel Springer skapade efter andra världskriget sitt tidningsimperium som sedan kom att utvidgas till ett medieimperium. Springer inledde sin bana som tidningsman i hemstaden Hamburg och fick ett genombrott när han lanserade Bild-Zeitung. Skandaltidningen Bild-Zeitung bröt mot den tyska tidningstraditionen genom sina många bilder och korta texter. Springer skulle även komma att förvärva tidningar med mer seriös framtoning. Under 1950- och 1960-talet blev hans livsverk Axel Springer Verlag allt större och kontrollerade stora delar av Västtysklands media. Springer kom att bli känd över hela Västeuropa som den tyske tidningskungen.
Hans arv förvaltas av änkan Friede Springer.
1996 uppkallades den gata i Berlin där förlagsbyggnaden sedan 1960-talet ligger efter Springer, Axel-Springer-Strasse.